# Руд Ланґґор
Руд Іммануель Ланґґор (дан. Rud Immanuel Langgaard) — данський композитор і органіст, представник пізнього романтизму.

## Біографія
Руд Ланггор народився в Копенгагені в сім'ї піаніста і композитора Зіґфріда Ланґґора і його дружини Емми, також піаністки. Почав вчитися гри на фортеп'яно у віці п'ять років і вже в дитинстві почав писати музику. З десяти років навчався гри на органі. Перші його твори були опубліковані, коли Ланґґору було тринадцять. У 1913 році Першу симфонію 20-річного композитора «Гірські пасторалі» (дан. Klippepastoraler) виконав Берлінський філармонічний оркестр.
1914 року помер його батько; до того року належить дебют Ланґгора як диригента в Копенгагені. Данська критика була налаштована до композитора вороже. Він не міг знайти постійної роботи й іноді підробляв як органіст. 1927 року померла його мати; тоді ж Ланґґор одружився з Констанцією Тетенс (1891—1969), яка працювала у них в будинку: мати композитора попросила Констанцію доглядати за непрактичним сином. Тільки 1940 року Ланґґору вдалося отримати постійну роботу — органіста в Катедральному соборі Рібе. Написана в Рібе 1942 року Симфонія № 9 «Біля міста королеви Дагмар» (дан. Fra Dronning Dagmars By) неодноразово виконувалася по радіо за життя композитора. Але справжнє визнання прийшло до Ланґґору тільки після смерті.

## Музика
Стиль музики Ланґґора зазвичай визначають як «пізній романтизм». Ланґґор перебував під впливом Ріхарда Вагнера і Ріхарда Штрауса. Багатьом він також був зобов'язаний данському композитору Нільсу Ґаде. Одним з найбільш відомих творів Ланґґора є симфонічна «Музика сфер», що виконувалася кілька разів на початку 1920-х років, а потім забута і відкрита знову тільки в кінці 1960-х років. Ланґґор є автором шістнадцяти симфоній. Симфонії Ланґґора різні як за обсягом, так і за стилем. Перша, «Гірські пасторалі» — це традиційна програмна симфонія в п'яти частинах в дусі «Фантастичної симфонії» Берліоза: світлий і оптимістичний твір. Потім Ланґґор починає експериментувати з формою і стилем; в його творчості з'являються тужливі й песимістичні настрої. Одинадцята симфонія — «Іксіон» триває лише шість хвилин; її основна тема висловлює безвихідність і відчай незрозумілого художника, прикутого, подібно міфічному Іксіон, до колеса своєї творчості. Ланґґору належить також ряд робіт для органу, в тому числі «Messis (Høstens Tid)» («Час жнив») і опера «Антихрист», яка включена в Данський культурний канон.